# 알레카 하몬드

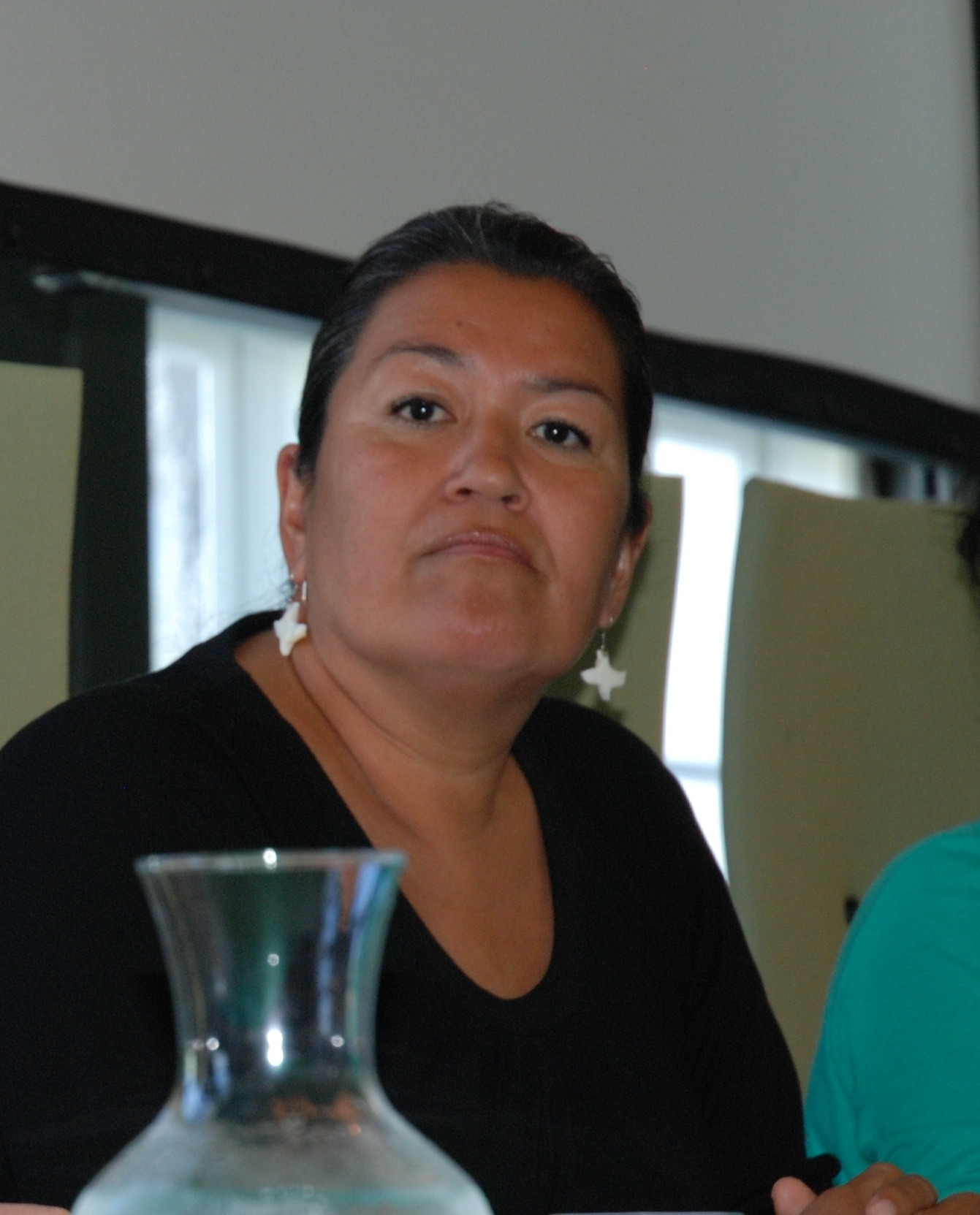
알레카 하몬드

알레카 하몬드 (Aleqa Hammond, 1965년 9월 23일 ~ )는 그린란드의 정치인이다. 2013년 3월 그린란드 총선거에서 알레카 하몬드가 이끈 전진(Siumut)이 약 42%의 득표율로 승리한 후, 같은 해 4월 5일에 그린란드 최초의 여성 총리로 취임하였다.